# Psycho II (film)
Psihoza II (titlu original în engleză: Psycho II) (1983) este un film american psihologic de groază slasher regizat de Richard Franklin după un scenariu de Tom Holland. Este prima continuare a filmului Psycho regizat de Alfred Hitchcock și al doilea film din seria Psycho. În rolurile principale joacă actorii Anthony Perkins, Vera Miles, Robert Loggia și Meg Tilly. Coloana sonoră originală a filmului este compusă de Jerry Goldsmith.
Filmul a avut încasări suficiente pentru a fi propusă realizarea a încă doua continuări și a primit aprecieri pozitive moderate din partea criticilor. Criticul Roger Ebert a menționat că la film s-a lucrat din greu pentru a susține atmosfera de suspans a originalului. Filmul a fost urmat de Psycho III (1986) și de Psycho IV: Începutul (Psycho IV: The Beginning) (1990).
Filmul Psycho II nu are legătură cu romanul omonim al lui Robert Bloch din 1982, care l-a scris ca pe o continuare a romanului său original Psycho.
Psycho II  are loc la 22 de ani după întâmplările din primul film. Norman Bates este eliberat din ospiciu și se întoarce la casa sa și la Bates Motel pentru a trăi o viață normală. Cu toate acestea, devine clar că trecutul său va continua să-l bântuie.

## Distribuție
- Anthony Perkins ca Norman Bates
- Vera Miles ca Lila Loomis
- Robert Loggia ca Dr. Bill Raymond
- Meg Tilly ca Mary Samuels
- Dennis Franz ca Warren Toomey
- Hugh Gillin ca Șerif John Hunt
- Robert Alan Browne ca Ralph Statler
- Claudia Bryar ca Emma Spool
- Ben Hartigan ca Judecător
- Lee Garlington as Myrna